# Ponte de Rubiães
A Ponte de Rubiães, também referida como Ponte romana de Rubiães, sobre o rio Coura, situa-se na freguesia de Rubiães, no município de Paredes de Coura, em Portugal.
Ponte construída na época medieval de tipo arco, com tabuleiro em cavalete sobre três arcos de volta perfeita, é possível ter sofrido obras de remodelação em data posterior.
Estando no Caminho de Santiago, está classificada como Imóvel de Interesse Público desde 1961.